# Ricardo López Santamaría
Ricardo López Santamaría, más conocido como Ricardo Santamaría, (Zaragoza, 31 de agosto de 1920-Prayssac, 9 de mayo de 2013) fue un escultor y pintor español.

## Biografía

### Niñez y familia
A la muerte de su padre, a la edad de 11 años, interrumpió sus estudios elementales para poder trabajar y así asegurar los recursos económicos de su familia, compuesta por su madre y sus tres hermanos.
En 1936 estalló la Guerra civil española. Para entonces Santamaría ya tenía más de 16 años y fue  incorporado en un bataillon del ejército nacional en la Aljafería, en Zaragoza, antes de ser enviado al frente a Teruel.
Al finalizar el conflicto armado, se trasladó a Barcelona, donde trabajó como dorador y restaurador de muebles. Esta estancia será una oportunidad para que  se involucre en la vida cultural, visitando museos y exposiciones. Estas diversas actividades culturales contribuyeron a brindarle un bagaje cultural y artístico.

### Sus inicios
En 1944, de regreso a su ciudad natal, Ricardo Santamaría inició sus estudios en la Escuela de Artes y Oficios Artísticos, al mismo tiempo que se involucra en su propio negocio de fabricación de muebles y decoración.
A partir de 1945 asiste asiduamente a los actos artísticos que se celebran en Zaragoza y participa en las ferias de artistas aragoneses, donde conocerá al artista Santiago Lagunas (1912-1995), fundador del Grupo Pórtico, pionero de la pintura abstracta e informal en España.
En 1947 comenzó su carrera como artista. Santamaría se especializó en la técnica de la acuarela, creando series específicas, como Paisajes, Lluvias y Bodegones. En enero expone por primera vez sus acuarelas en la sala Macoy de Zaragoza. Posteriormente, utilizará la pintura al óleo mientras trabaja en un nuevo estilo pictórico, acercándose al Impresionismo. En 1952, investigó nuevos medios de expresión, por lo que su serie titulada Nocturnos se acerca al neocubismo.

### Nuevos medios de expresión.
En 1956 Santamaría rompió por completo con la figuración tradicional, pero sin renunciar a la pintura al óleo, por lo que comenzó a utilizar nuevos materiales como la arena, el serrín, el polvo de piedra pómez, el cartón petrificado o incluso los aglomerados. A partir de 1958 comenzó a realizar sus primeras esculturas-pinturas, mezcla de las dos técnicas artísticas.
En 1959 inició una gran serie titulada Diario, utilizando pintura acrílica y teniendo como soporte el papel del periódico local, El Heraldo de Aragón, así como láminas de lienzo. Ese mismo año conoció al artista Juan José Vera (1926-2019), con el que germinó la idea de dar un nuevo impulso al Grupo Pórtico.
En 1962, junto con Juan José Vera, realizó la exposición «Dos pintores actuales zaragozanos», en el salón de actos del Palacio de la Diputación Provincial de Zaragoza. Este hecho marca el inicio de la existencia del grupo que más tarde se denominará Grupo Zaragoza. A este grupo se unirán otros artistas españoles, como Daniel Sahún o Julia Dorado. Además de la exhibición de sus obras artísticas, el colectivo propondrá la intervención de poetas, o incluso la proyección de cortometrajes realizados por cineastas aragoneses en relación con el arte de vanguardia. En este sentido, el colectivo retoma la línea ética definida por el Grupo Pórtico. Así, esta línea estética y ética se implica en una nueva vía renovadora del arte que, yendo de lo expresivo a lo constructivo, permite el desarrollo simultáneo de los racional y lo ético, en tanto en cuanto dimensiones esenciales e indisociables del ser humano. Su aspiración también radica en la creación y el desarrollo de un arte típicamente aragonés.
En 1962 se le concedió el premio Pablo Gargallo de escultura a Ricardo Santamaría.

### Grupo Zaragoza
También en 1962, Ricardo Santamaría se inicia en los collages pictóricos con la incorporación de fotografías y objetos. Un año después tuvo lugar la primera exposición del grupo bajo el nombre «Grupo de pintores de Zaragoza» en la sala Calibo de Zaragoza. Así, el colectivo emprende un camino estético diferente, al proponer la integración del objeto en la obra artística, encontrándose así en adecuación con el contexto artístico internacional, en el que el objeto adquiere un lugar importante (nuevo realismo, arte pop).
En 1965, en Riglos y Huesca, el colectivo organiza unos encuentros denominados «Encuentros de Riglos», cuya finalidad era intercambiar y debatir en torno al tema de las actividades artísticas y su comunicación con el público. El público es heterogéneo e incluye representantes de las artes y las letras, así como representantes del medio rural y de la montaña.
Durante este período, Ricardo Santamaría se comenzó a trabajar la talla de madera; criticando la sociedad de consumo, utiliza madera de desecho, sillas viejas o incluso fragmentos de muebles viejos. Al hacerlo les da nueva vida. Se inspira en el escultor Julio González (1876-1942).
La crítica de arte, apoyada en el poder político de turno, se volvió más intransigente con respecto a las exposiciones del colectivo. En consecuencia, el apoyo financiero y moral del poder político se redujo. Ante las múltiples discriminaciones y amenazas que sufría, Ricardo Santamaría decidió abandonar España para instalarse en París.

### Período francés

#### París
Llegado a París, Ricardo Santamaría abre un estudio,  en la rue de Bièvre, y allí recibe al público para desmitificar el proceso creativo, pero también para afirmar su concepción del arte, según la cual el arte no debe ser considerado como un producto de consumo que responde al mercado elitista, el arte es una libre elección de expresión. En este taller se dedicó casi exclusivamente a la escultura.
Durante este período, Santamaría entró en contacto con muchos artistas. Expuso sus obras, compuestas principalmente por ensamblajes y estructuras de madera, en la Galerie experimental l'Haut pavé; esta exposición despertará el interés de la Galerie de France, en la que expuso en 1971; esta experiencia reforzó su convicción personal por la que niega el acceso a la fama y la gloria, rechazando así los intereses económicos en torno a los artistas, manteniéndose fiel a sus principios de autonomía y libertad.
En 1972 conoció a su futura esposa, Marguerite Staels, con quien se casó en 1978.

#### Gommecourt
En 1975 Ricardo Santamaría se trasladó a Gommecourt (departamento de Yvelines) y continúa sus nuevos experimentos utilizando, en particular, cemento sobre poliestireno. Durante este período, abandonó la pintura en favor de la escultura.

#### Prayssac
En 1981, acompañado de su esposa, Ricardo Santamaría partió de la región parisina rumbo a Prayssac. Allí creó un Centro de Creación Contemporánea con la vocación de un acercamiento educativo a la creatividad en torno, en particular, al tema del arabesco.

Abandono (130*97)

En 1989, debido a problemas de salud, abandonó la escultura y se embarcó en una nueva etapa pictórica, realizando pinturas de gran formato (serie Plis et replis).
En la primavera de 1994 expuso en Cahors (departamento de Lot), en el Grenier du Chapitre, bajo el título «L'art sans frontières», destacando una selección de sus obras realizadas en Prayssac, pero también las producidas en Riglos, donde tiene una segunda residencia; esta exposición saluda así la desaparición de las barreras entre los dos países.
En 1995, Ricardo Santamaría fundó la asociación «Elvira» (La Vie reCréée par l'Art), además de la idea de despertar generaciones al arte, esta asociación cumplía una función de mecenazgo, apoyando a los artistas, especialmente a los que recién comienzan, son poco conocidos o encuentran dificultades para distribuir sus obras a través de los canales tradicionales.
La asociación reside en un edificio antiguo en Prayssac. Ricardo Santamaría expone allí de forma permanente en el segundo piso, mientras que la planta baja acoge exposiciones temporales de artistas jóvenes.

### Últimos años

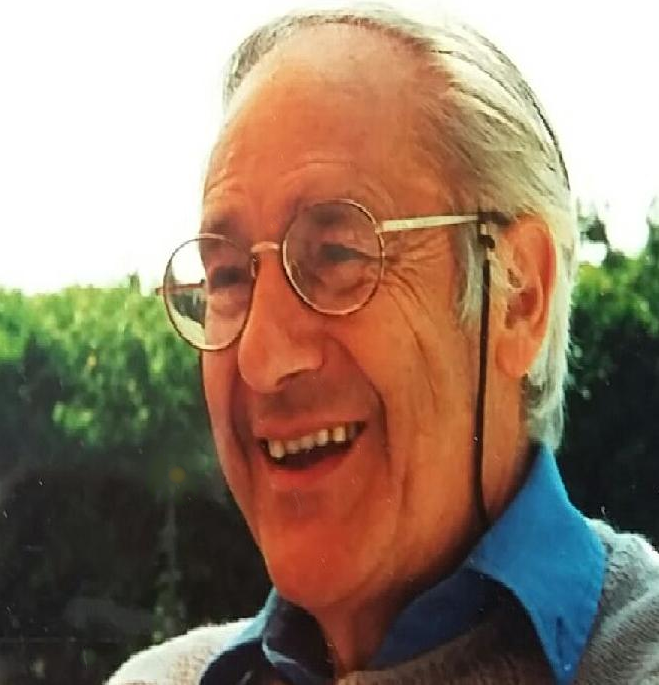
Ricardo López Santamaría

En 2001, con 81 años, Ricardo Santamaría inició un nuevo avance pictórico al crear grandes composiciones que evocan vastos espacios. En 2003, debido a su edad, abandonó la escultura, pero siguió pintando.
En 2004, la Diputación Provincial de Zaragoza le dedicó una exposición retrospectiva, inaugurada el 22 de diciembre, en el Palacio de Sástago; esta exposición se llamó «Ricardo Santamaría. La expresión de la libertad (1947-2004)».
Tras la muerte de su mujer, Ricardo Sanramaría pasó sus últimos años en la residencia de Les Floralies, en Prayssac.